# Thể diện
Thể diện là một khái niệm xã hội học tổng quát liên quan đến phẩm giá và uy tín mà một người có trong các mối quan hệ xã hội của họ. Ý tưởng với sắc thái đa dạng này được quan sát thấy ở nhiều xã hội và nền văn hóa như Trung Quốc, Ả Rập, Indonesia, Hàn Quốc, Malaysia, Lào, Ấn Độ, Nhật Bản, Việt Nam, Philippines và Thái Lan. Thể diện có nhiều ý nghĩa hơn trong các quốc gia chịu ảnh hưởng văn hóa Trung Quốc. Sự chú trọng quá mức về thể diện một cách không thực chất được gọi là sĩ diện hay sĩ diện hảo.